# Mărculești
Mărculești es una comuna ubicada en el distrito de Ialomița, Rumania.

## Superficie
Cuenta con una superficie de 43,49 kilómetros cuadrados.

## Demografía
Hasta 2021 la población era de 1433 habitantes, con una densidad de población de 32,95 habitantes por kilómetro cuadrado.